# Stephen Kwelio Chemlany

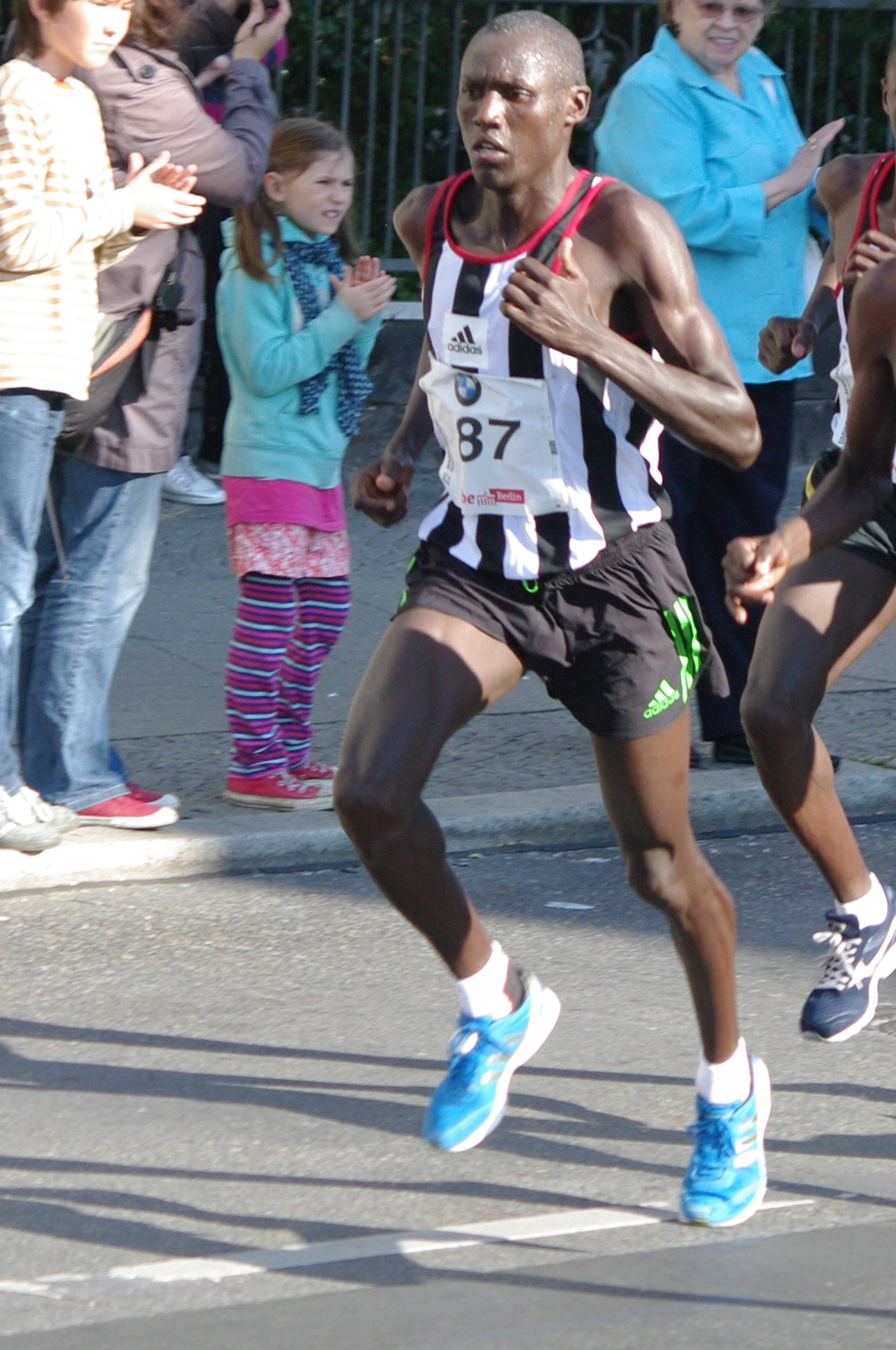
Chemlany beim Berlin-Marathon 2011

Stephen Kwelio Chemlany (* 9. August 1982) ist ein kenianischer Marathonläufer.
Im Jahr 2009 siegte er beim Virginia-Beach-Halbmarathon und wurde Vierter beim Country Music Marathon. 2010 wurde er Sechster beim Tiberias-Marathon und gewann den Dalian-Marathon. 2011 folgte ein Sieg in Tiberias und ein zweiter Platz beim Berlin-Marathon, bei welchem er eigentlich nur als Tempomacher startete.
Beim Lissabon-Marathon 2019 wurde er Dritter.

## Persönliche Bestzeiten
- Halbmarathon: 1:01:41 h, 15. April 2012, Rotterdam
- Marathon: 2:06:22 h, 20. Oktober 2019, Lissabon